# The Indian Express
The Indian Express («И́ндиан экспре́сс») — индийская ежедневная газета на английском языке, публикуемая Indian Express Group. Основана в Мадрасе в 1931 году П. Варадараджулу Найду. В 1999 году, через восемь лет после смерти владельца газеты Рамнатха Гоэнки, The Indian Express была разделена между членами его семьи, в результате чего в Южной Индии газета стала выходить под названием The New Indian Express, в то время как старое издание со штаб-квартирой в Мумбаи сохранило название The Indian Express.
The Indian Express имеет представительства в восьми индийских городах — Дели, Мумбаи, Нагпур, Пуна, Калькутта, Лудхиана, Чандигарх, Лакхнау и Ахмедабад.